# Un mot peut en cacher un autre
 (juillet 2015).
Si vous disposez d'ouvrages ou d'articles de référence ou si vous connaissez des sites web de qualité traitant du thème abordé ici, merci de compléter l'article en donnant les références utiles à sa vérifiabilité et en les liant à la section « Notes et références ».
Un mot peut en cacher un autre est un jeu télévisé français présenté par Laurence Boccolini du lundi au vendredi de 10 h 35 à 11 h 10. Lancé le samedi 14 février 2015, celui-ci a été animé jusqu'au 25 juin 2016 par Damien Thévenot. L'émission était alors diffusée tous les samedis de 10 h 50 à 11 h 15, ainsi que du lundi au vendredi le 16 février 2015 jusqu'au 20 février 2015 en lieu et place de Motus, installé dans cette case horaire depuis le 25 juin 1990. Absent alors de l'antenne depuis le 25 juin 2016, celui-ci est de retour sur les écrans depuis le 2 novembre 2020. Le jeu est diffusé en alternance avec le jeu Mot de passe présenté par la même animatrice et à la même horaire, 10 h 35. Un mot peut en cacher un autre est arrêté le 23 avril 2021.

## Principe du jeu: version Damien Thévenot (2015-2016)
Deux équipes de deux joueurs s'affrontent avec des mots qu'il s'agit de découvrir dans un temps imparti, grâce aux définitions que Damien Thévenot leur livre. Les mots contiennent toujours la syllabe choisie par le binôme en train de jouer. Par ailleurs ces mêmes syllabes se prononcent tel des mots réels.

### Manche 1: Les Syllabes
La 1re manche fait jouer les équipes l'une après l'autre.
Le binôme champion choisit la syllabe avec laquelle il veut jouer, parmi deux qu'on lui propose (exemple : GRO ou LAN). La syllabe choisie se retrouvera obligatoirement dans le mot à trouver. Le binôme a 3 secondes pour le trouver, aidé d'une définition donnée par l'animateur, ainsi que par le schéma du mot (qu'il peut voir sur un écran géant), dévoilant le nombre de lettres dedans, et quelques lettres de celui-ci déjà placées. Au fil des secondes, des emplacements du mot se complètent, facilitant la tâche. Toutefois, les dotations en points baissent.
Le binôme marque 3, 2 ou 1 points en fonction de sa rapidité à trouver le mot. Un mot non trouvé est malgré tout révélé, mais ne donne aucun point.
Le binôme challenger procède de même, cette fois en jouant avec la syllabe qui a été laissée par les champions.
Chaque binôme peut prétendre à un total de 36 points durant cette manche.

### Manche 2: Les Mots
La 2e manche se joue avec 10 mots.
Les binômes jouent maintenant l'un contre l'autre. Un des membres de chaque binôme reste au pupitre, l’autre se place derrière une arche à l'arrière des pupitres. La subtilité veut que ce soit le candidat au buzzer qui prenne la main, mais que ça soit le candidat derrière l'arche qui réponde. Il faut donc une certaine complicité entre les deux membres du binôme, et deviner le moment où son coéquipier a la réponse, afin de prendre la main pour lui et non pas pour soi-même.
Damien Thévenot donne un mot indice, puis une définition et le schéma du mot à trouver, dans lequel toutes les lettres du mot indice sont incluses. Le candidat au pupitre pensant que son coéquipier a le mot appuie sur son buzzer, puis le second est interrogé. S'il a la réponse, il remporte le nombre de secondes restantes, converti en points. Sinon, il perd la main et l'autre binôme a le droit de réponse, durant le temps restant. S'il ne trouve pas non plus, personne ne marque, et le mot est révélé.
Les binômes peuvent prétendre à un total de 100 points pour cette manche.
Le binôme au score le plus élevé à l'issue de cette manche accède en finale, l'autre est éliminé et reçoit un lot de consolation.

### Finale: Les Mots à la Suite
Les points du binôme finaliste sont convertis en euros au début de la manche. Celui-ci a la possibilité de le multiplier jusqu'à 24 en réussissant 3 niveaux successifs, composés de mots à trouver, en séries respectives de 2, 3 et 4 mots.
Les deux membres du binôme ne participent pas en même temps à la finale. Dans un premier temps, un seul des deux reste auprès de l'animateur, tandis que l'autre doit partir en coulisses, ne voyant alors rien du jeu. Quand un binôme champion revient en finale, les positions de chaque candidat s'alternent par rapport à la finale précédente.
Les candidats ont 2 minutes et 30 secondes pour résoudre chacun des niveaux, sachant qu'un niveau commence par un mot court à trouver selon une définition, suivi de mots incluant toutes les lettres des précédents, eux-mêmes accompagnés de définitions. Un niveau réussi multiplie les gains par son coefficient.
Le premier candidat en jeu a le droit de passer un niveau, mais ne peut pas y revenir. S'il n'a plus de réponses au niveau 4, il demande à l'animateur d'arrêter le chronomètre. Il doit alors rejoindre son pupitre, tandis que le candidat en coulisses est rappelé. Il ne prend connaissance du jeu que là. Il a alors le reste du chronomètre pour compléter les réponses de son coéquipier. Il a le droit de passer les niveaux autant qu'il le souhaite, mais n'a pas le droit de se concerter avec son coéquipier.
À la fin du chronomètre, le binôme remporte en euros son score de la première partie du jeu, multiplié par les coefficients de chacun des niveaux réussis. Surtout, il devient ou reste le binôme champion, qui revient à l'émission suivante pour défendre son titre et faire fructifier ses gains. Le gain maximal potentiel par émission est de 3 264 €.

### Nombres de participations pour le binôme
Chaque binôme champion pouvait participer jusqu'à 5 émissions selon le règlement et un maximum de gains jusqu'à 16 320 euros.

## Principe du jeu: version Laurence Boccolini (2020-2021)
L'esprit du jeu reste identique à la version présentée par Damien Thévenot sauf que les 3 manches ainsi que la finale ont vu leurs noms et règles revisitées pour cette nouvelle version.
Deux équipes de deux joueurs s'affrontent en devinant des mots dans un temps imparti grâce à des lettres et des définitions que Laurence Boccolini leur livre.
Les candidats ont trois manches pour cumuler des points et se qualifier pour la finale afin d'affronter ses fameuses "Cascades" et tenter de remporter la cagnotte qui augmentera de 500 € à chaque émission tant qu'elle n'aura pas été remportée.
Dans cette version, les points gagnés servent uniquement à déterminer quelle équipe sera qualifiée pour la finale.

### Manche 1: Les mots magiques
Dans cette manche, chaque équipe doit deviner huit mots différents grâce aux définitions données par Laurence Boccolini tout en sachant que les lettres qui composent un mot de la définition se trouvent également dans le mot à trouver.

Dix points par mot sont à gagner si le mot est trouvé immédiatement mais l'équipe peut également attendre que de nouvelles lettres apparaissent dans le mot. Cependant, le nombre de points diminuera en fonction des nouvelles lettres qui apparaitront.

Exemple :

Définition : "Elle ne sera libérée que par l'ELU."

Mot magique ouvert : E _ _ _ L _ _ U _

Mot à trouver : EXCALIBUR
Chaque binôme peut prétendre à un total de 80 points durant cette manche.

### Manche 2: À quelques lettres près
Dans cette manche, chaque équipe doit trouver six (cinq du 2 novembre 2020 au 13 novembre 2020) mots différents.

Laurence Boccolini propose un mot et deux lettres supplémentaires qui vont devoir remplacer deux lettres du mot original pour former un nouveau mot.

Pour chaque mot, l'équipe a cinq secondes pour trouver et gagner cinq points. Si l'équipe ne trouve pas le mot, l'autre équipe a alors la possibilité de trouver le mot et emporter les cinq points à la place de l'équipe questionnée.

Pour les trois (deux du 2 novembre 2020 au 13 novembre 2020) derniers mots, trois lettres sont à remplacer et les points sont doublés.

Exemple avec deux lettres :

Mot donné : PIQUET

Deux lettres du mot sont à remplacer par : "S" et "A"

Indice : Œufs

Réponse : PAQUES ("I" remplacé par "A" et "T" par "S" ; lien avec l'indice : Œufs de Pâques)

Exemple avec trois lettres :

Mot donné : TROUSSE

Trois lettres du mot sont à remplacer par : "G", "I" et "P"

Indice : Pianiste

Réponse : GROUPIE ("T" remplacé par "G", "S" par "P" et "S" par "I" ; lien avec l'indice : la chanson "La Groupie du Pianiste")
Chaque binôme peut prétendre à un total de 90 points (70 points du 2 novembre 2020 au 13 novembre 2020) durant cette manche.
Le binôme peut prétendre à un total de 170 points (150 points du 2 novembre 2020 au 13 novembre 2020) en cumulant 80 points lors de la première manche.

### Manche 3: Les lettres en plus
Dans cette manche, dix (huit du 2 novembre 2020 au 13 novembre 2020) mots sont à trouver et cette manche se déroule en face à face au buzzer.

Un mot et une lettre supplémentaire sont donnés par Laurence Boccolini. Les candidats doivent mélanger les lettres du mot donné en y additionnant la lettre supplémentaire afin de former un nouveau mot avant l'autre équipe.

Si personne ne trouve le mot immédiatement, d'autres lettres du mot apparaitront au fur et mesure mais le nombre de points à gagner diminuera.

Si une équipe propose un mot incorrect ou ne répond pas dans le temps imparti, alors l'autre équipe peut prendre son temps pour trouver le mot dans la limite de la révélation des lettres du mot.

Pour les cinq (quatre du 2 novembre 2020 au 13 novembre 2020) derniers mots de cette manche, deux lettres sont à ajouter et le nombre de points est doublé.

La solution à trouver ne peut pas être un verbe conjugué, un nom propre ou le nom donné à des habitants d'une ville.

Exemple avec une lettre à ajouter :

Mot donné : INTERIM

Lettre à ajouter : S

Réponse : MINISTRE

Exemple avec deux lettres à ajouter :

Mot donné : ACTEUR

Lettres à ajouter : F et R

Réponse : FRACTURE

### Finale: Les Cascades
L'équipe qui a accumulé le plus de points lors des trois manches est qualifiée pour la finale et reviendra à l'émission suivante, quoi qu'il arrive. Elle est alors surnommée "pro des mots". Celle-ci cumulera alors ses gains en cas de multiples victoires.

Dans cette finale, l'équipe doit affronter ses trois "Cascades" afin de tenter de remporter la cagnotte.

La cagnotte de départ est de 1 000 € et augmentera de 500 € à chaque émission tant que celle-ci n'aura pas été remportée.

L'équipe gagne différents gains en fonction de leur évolution dans la finale :
- 1re cascade effectuée : 4 mots à trouver = 200 €
- 2e cascade effectuée : 5 mots à trouver = 400 € (en lieu et place des 200 €)
- 3e cascade effectuée : 7 mots à trouver = Montant de la cagnotte (en lieu et place des 400 €)

Le système de la finale est le suivant : dans chaque cascade, un premier mot est à trouver. L'animatrice donne une définition et l'équipe doit déduire le mot à deviner. Chaque mot suivant contient une lettre supplémentaire ainsi que les mêmes lettres que le mot précédent.

Uniquement pour la première cascade, la première lettre du premier mot est donnée.

L'équipe dispose de 4 minutes maximum pour remplir les trois cascades. Si l'équipe venait à bloquer sur un mot, elle a la possibilité d'acheter une lettre mais cela retire 20 secondes à leur chrono. Cette possibilité n'est cependant pas disponible pour l'ultime cascade de mots.

Exemple pour la 1re cascade (en gras : lettre ajoutée au mot) :
| Mots à trouver | Définition             |
| -------------- | ---------------------- |
| PATINS         | L'ado rêve d'en rouler |
| SAPIN          | Il a bien les boules   |
| ANIS           | Dans le "petit jaune"  |
| AIN            | 1er département        |

Exemple pour la 2e cascade (en gras : lettre ajoutée au mot) :
| Mots à trouver | Définition                      |
| -------------- | ------------------------------- |
| SERVICE        | Il peut être fait à la cuillère |
| CERISE         | Petit plus                      |
| SCIER          | Toucher du bois                 |
| CIRE           | Elle fait la peau lisse         |
| REC            | Sur le bouton d'enregistrement  |

Exemple pour la 3e cascade (en gras : lettre ajoutée au mot - achat de lettres indisponible pour cette cascade) :
| Mots à trouver | Définition                          |
| -------------- | ----------------------------------- |
| EPILATION      | Ne caresse pas dans le sens du poil |
| ANTILOPE       | Grande athlète africaine            |
| PLATINE        | "Joujou" de David Guetta            |
| INAPTE         | Espèce d'incapable                  |
| TENIA          | Petite bête en transit              |
| ETNA           | Cracheur sicilien                   |
| TEN            | Avant "eleven"                      |

### Record de gains et meilleurs duos de candidats
Le record de gains est actuellement de 31 400 €, atteint par Yann et Gabriel en 35 émissions.
Meilleurs duos de candidats :
- 1re place : Yann et Gabriel avec 31 400 € en 35 émissions.
- 2e place : Richard et Nicolas avec 18 200 € en 25 émissions.

### Diffusions
- Du 2 novembre 2020 au 30 décembre 2020 pour une session de 41 émissions. Les émissions diffusées les 31 décembre 2020 et 1er janvier 2021 sont des rediffusions.
- Du 1er mars 2021 au 23 avril 2021 pour une session de 40 émissions dont une émission spéciale pour le Sidaction diffusée le 26 mars 2021. Les émissions diffusées du 26 avril 2021 au 30 avril 2021 sont des rediffusions.

## Polémiques
Lors de la première version présentée par Damien Thévenot, les chroniqueurs de l'émission Touche pas à mon poste ! sur D8 ont réagi en disant que Un mot peut en cacher un autre « ressemble beaucoup trop à Slam du point de vue des règles et du décor ». La ressemblance est trouvée par de nombreuses sources, d'autant plus que les deux animateurs, Damien Thévenot et Cyril Féraud se ressemblent physiquement.
Toujours dans l'émission Touche pas à mon poste !, le chroniqueur Camille Combal, dans sa rubrique humoristique Le Poste de surveillance a révélé qu'un couple de candidats « avait triché ». Lors d'une manche, un candidat doit deviner le mot mystère. L'autre candidat du duo doit buzzer lorsqu'il pense que son partenaire a trouvé le mot. Si c'est le cas, le premier candidat énonce le mot et gagne s'il est juste. Un couple avait un stratagème : le mari devait deviner le mot et tapait discrètement du doigt sur la table pour faire ainsi signe à sa femme qui buzzait pour permettre à son mari de répondre. Quelques jours après, la production a indiqué qu'ils allaient sévir et confisquer les gains du couple[réf. nécessaire].

## Audiences
Le lundi 16 février 2015, le programme réunissait 557 000 téléspectateurs et 11,9 %. Le lendemain, le score de l'émission s'élève à 444 000 téléspectateurs et 9,2 % avant de remonter à 11,3 % le mercredi 18 février et à 11,4 % le jeudi 19.
Le 17 décembre 2015, la page Facebook de Un mot peut en cacher un autre indique que l'émission revient sur France 2 à partir du 26 décembre 2015 jusqu'au 25 juin 2016 mais sous forme de rediffusion (pour des raisons budgétaires).
Le 7 mai 2016 l'émission enregistre son record historique : 12,5 % en part de marché sur les 4 ans et plus.
La première de la nouvelle version de Laurence Boccolini a attiré 475 000 téléspectateurs, soit 10,7% de part d'audience. Le lundi 14 décembre, l'émission a réuni 572 000 téléspectateurs, soit 15,1% de part d'audience, dépassant ainsi les audiences de l'ancienne version.